# 瑪利克·賈漢·卡儂
瑪利克·賈漢·卡儂（波斯語：مهد علیا、英語：Malek Jahan Khanom；1805年—1873年）是波斯卡扎爾王朝的一位公主、穆罕默德沙·卡扎爾（1834年－1848年在位）的妃嬪、納賽爾丁·沙的母親。她又是法特赫-阿里沙·卡扎爾的孫女，與丈夫穆罕默德沙·卡扎爾屬遠親關係。
她在1848年9月5日至10月5日擔任波斯的攝政王，即是在她的丈夫去世直至兒子登位期間，而在納賽爾丁·沙登位後，她仍然發揮著她的政治影響力，直至1873年逝世。她被描述為個性鮮明，政治手腕高明，加強了貴族對抗平民的勢力。

## 註腳
1. ↑  Amin 2002，第21頁